# Convento de Santa María de Gracia (Sevilla)
El convento de Santa María de Gracia de Sevilla (Andalucía, España) fue fundado en el siglo XVI y desamortizado en 1837. Era de monjas dominicas.

## Historia
Tuvo su origen en el Beaterío de Santa Catalina de Siena, fundado junto a la parroquia del mismo título, por un grupo de mujeres dirigidas por fray Domingo de Baltanás, rector del Colegio de Santo Tomás. Estas mujeres profesan en un principio la regla de la orden tercera dominica, para lo cual pidieron licencia al papa Alejandro VI, quien murió antes de firmarla. Lo hizo su sucesor, Julio II.
Baltanás quiso labrar un convento más amplio. Para ello, consiguió unas casas de una viuda, Juana Fernández, situadas en la collación de San Miguel. La viuda donó, además, todo lo que tenía, porque quería tomar el hábito en el mismo.
El 12 de junio de 1525 se comenzó a construir el convento. Las seis beatas de Santa Catalina se trasladaron a este el 25 de octubre de ese mismo año. En 1537 eran ya 29 religiosas. Ese año acordaron mandar a Baeza a tres religiosas para fundar un nuevo convento. La licencia para esta nueva fundación fue concedida por el papa Clemente VII en 1539. Antes de 1578 fundaron otro convento en Lepe.
En 1578 el papa les concedió pasar de orden tercera a profesar en la orden.
En 1837 el convento fue desamortizado, marchándose las monjas al Convento de Santa María la Real, situado en la calle San Vicente de Sevilla.
La iglesia del Convento de Santa María de Gracia fue transformada en el Teatro de la Campana en 1841 y las dependencias conventuales pasaron a ser casa de vecinos.
Las religiosas del Convento de Santa María la Real se trasladaron en 1976 a un nuevo monasterio en el municipio de Bormujos. En él, se conservan algunas imágenes escultóricas del antiguo Convento de Santa María de Gracia: Santa María de Gracia (Juan de Oviedo el Mozo, 1601), Jesús con la cruz a cuestas (principios del siglo XVII), San Vicente Ferrer (1765), Cristo de los Atribulados (mediados del siglo XVI), Nuestra Señora de la Encarnación (se encontraba en el convento desde, al menos, el siglo XVII) y la Virgen del Rosario. Además, en el Museo de Artes y Costumbres Populares de Sevilla se conserva un azulejo con el nombre del convento y el número de la calle de la segunda mitad del siglo XVIII.